# Birdland
Birdland är ett musikalbum från 2003 av det brittiska bluesrockbandet The Yardbirds, och deras första studioinspelning på 35 år. Två av bandets originalmedlemmar medverkar, trummisen Jim McCarty och gitarristen Chris Dreja. Dock gästspelar även Jeff Beck på låten "My Blind Life". Ytterligare ett antal framstående gitarrister gör gästframträdanden, däribland Steve Vai, Slash och Brian May.
Albumet består av sju nya låtar och åtta nyinspelningar av äldre Yardbirds-låtar.

## Låtlista
1. "I'm Not Talking" (Mose Allison) – 2:44
2. "Crying Out for Love" (Jim McCarty) - 4:36
3. "The Nazz Are Blue" (Jeff Beck/Chris Dreja, Jim McCarty, Keith Relf, Paul Samwell-Smith) – 3:15
4. "For Your Love" (Graham Gouldman) – 3:20
5. "Please Don't Tell Me 'Bout the News" (Jim McCarty) – 4:00
6. "Train Kept a Rollin'" (Tiny Bradshaw, Howard Kay, Lois Mann) – 3:38
7. "Mr Saboteur" (Jim McCarty) – 4:55
8. "Shapes of Things" (Jim McCarty, Keith Relf, Paul Samwell-Smith) – 2:38
9. "My Blind Life" (Chris Dreja) – 3:33
10. "Over, Under, Sideways, Down" (Jeff Beck, Chris Dreja, Jim McCarty, Keith Relf, Paul Samwell-Smith) – 3:16
11. "Mr. You're a Better Man Than I" (Mike Hugg, Brian Hugg) – 3:22
12. "The Mystery of Being" (Jim McCarty) – 4:08
13. "Dream Within a Dream" (Jim McCarty, Edgar Allan Poe) – 4:44
14. "Happenings Ten Years Time Ago" (Jeff Beck, Jim McCarty, Jimmy Page, Keith Relf) – 3:22
15. "An Original Man (A Song for Keith)" (Chris Dreja, John Idan, Gypie Mayo, Jim McCarty) – 5:20

## Medverkande
The Yardbirds
- Chris Dreja – gitarr
- Alan Glen – munspel
- John Idan – basgitarr, sång
- Gypie Mayo – gitarr
- Jim McCarty – trummor, percussion, sång

Bidragand musiker
- Jeff Beck – gitarr på "My Blind Life"
- Jeff "Skunk" Baxter – gitarr på "The Nazz Are Blue"
- Steve Lukather – gitarr på "Happenings Ten Years Time Ago"
- Brian May – gitarr på "Mr. You're a Better Man Than I"
- Joe Satriani – gitarr på "Train Kept A-Rollin'"
- Slash – gitarr på "Over Under Sideways Down"
- Steve Vai – gitarr på "Shapes of Things"
- Johnny Rzeznik – sång på "For Your Love"